# Concierto mágico
Concierto mágico, para guitarra i orquestra is een compositie van Leonardo Balada. Als Spaans componist ontkom je haast niet aan het schrijven van muziek voor gitaar, al dan niet begeleid door ensemble of symfonieorkest. Het Concierto mágico is dan ook Balada’s vierde gitaarconcert zonder dat daarvoor een nummering aan gegeven is. Eerdere werken in dat segment waren het Concierto para guitarra i orquestra (wel aangeduid met nr. 1)  uit 1965, Persistèncias uit 1972 en Concert per a 4 guitarres i orquestra uit 1976. Daar tussendoor schreef Balada nog werken voor gitaar solo etc. Het is daarom eigenaardig, dat Balada in zijn toelichting bij zijn vierde concert voor gitaar aangaf, dat hijzelf nauwelijks weet hoe hij een gitaar moet vasthouden. Hij maakte kennis met dat muziekinstrument tijdens een verblijf in Santiago de Compostella in 1960, alwaar hij in contact kwam met drie gitaarfenomenen: Andrés Segovia, Narciso Yepes en John Williams.
De muziek van het vierde gitaarconcert bestaat uit een mengeling van zigeunermuziek en de hedendaagse klassieke muziek. Balada’s muzikale handtekening, de staccatopassage ontbreekt niet in het werk. Het werk kent de traditionele driedelige opzet:
- Sol
- Luna
- Duende.

De eerste uitvoering was weggelegd voor Jesús López Cobos met het Cincinnati Symphony Orchestra met als solist Angel Romero op 13 maart 1998.
Balada schreef het voor
- 2 dwarsfluiten, 2 hobo’s, 2 klarinetten, 2 fagotten
- 2 hoorns, 2 trompetten
- percussie, piano
- violen, altviolen, celli, contrabassen